# 萨瓦乌帕齐拉
萨瓦乌帕齐拉是孟加拉国达卡专区达卡市的一个乌帕齐拉。2013年，該地有大樓倒塌事故，經過19天連日搜索，最終在2013年5月13日確定死亡人數達1,127人、約2,500人受傷，超越了5個月前所發生的2012年达卡大火，成為孟加拉國死傷最為嚴重的工業事故之一，這次重大的傷亡也取代1995年韓國三豐百貨倒塌事故成為世界上建築物倒塌罹難人數最多的災難事件。